# Bereik (wapen)

Bereik d van een projectiel, gelanceerd van hoogte y_{0} onder een hoek van θ met mondingssnelheid v.

Het bereik is de voorspelbare afstand die een projectiel vanuit een gegeven begintoestand kan bereiken door de kogelbaan te berekenen.
Met verwaarlozing van de luchtweerstand is het bereik d gegeven door de formule
{\displaystyle d={\frac {v\cos \theta }{g}}\left(v\sin \theta +{\sqrt {v^{2}\sin ^{2}\theta +2gy_{0}}}\right)}
waarin g = 9,81 m/s² de zwaartekrachtversnelling voorstelt.
Uit de formule volgt dat bij een vlak terrein dus y0 = 0 het bereik d het grootst is voor een hoek θ = 45°.
Uit de formule volgt ook dat het bereik d des te groter is naarmate de mondingssnelheid v groter is. Om die reden hebben vuurwapens met lange loop een groter bereik, omdat meer energie van de explosieve lading in kinetische energie van projectiel omgezet wordt.